# USS Scott (DE-214)
USS Scott (DE-214) là một tàu hộ tống khu trục lớp Buckley được Hải quân Hoa Kỳ chế tạo trong Chiến tranh Thế giới thứ hai. Tên nó được đặt theo hạ sĩ quan cơ khí Robert Raymond Scott (1915-1941), người từng phục vụ trên thiết giáp hạm California (BB-44), đã tử trận trong cuộc tấn công Trân Châu Cảng ngày 7 tháng 12, 1941 và được truy tặng Huân chương Danh dự. Nó đã phục vụ cho đến khi chiến tranh kết thúc; nó xuất biên chế năm 1947 và bị tháo dỡ năm 1967.

## Thiết kế và chế tạo
Những chiếc thuộc lớp tàu hộ tống khu trục Buckley có chiều dài chung 306 ft (93 m), mạn tàu rộng 37 ft 1 in (11,30 m) và độ sâu mớn nước khi đầy tải là 11 ft 3 in (3,43 m). Chúng có trọng lượng choán nước tiêu chuẩn 1.400 tấn Anh (1.400 t); và lên đến 1.740 tấn Anh (1.770 t) khi đầy tải. Hệ thống động lực bao gồm hai turbine hơi nước General Electric công suất 13.500 mã lực (10.100 kW), dẫn động hai máy phát điện công suất 9.200 kilôwatt (12.300 hp) để vận hành hai trục chân vịt;  công suất 12.000 hp (8.900 kW) cho phép đạt được tốc độ tối đa 23 kn (26 mph; 43 km/h), và có dự trữ hành trình 6.000 nmi (6.900 mi; 11.000 km) khi di chuyển ở vận tốc đường trường 12 kn (14 mph; 22 km/h).
Vũ khí trang bị bao gồm ba pháo 3 in (76 mm)/50 cal trên tháp pháo nòng đơn có thể đối hạm hoặc phòng không, một khẩu đội 1,1 inch/75 caliber bốn nòng và tám pháo phòng không Oerlikon 20 mm. Vũ khí chống ngầm bao gồm một dàn súng cối chống tàu ngầm Hedgehog Mk. 10 (có 24 nòng và mang theo 144 quả đạn); hai đường ray Mk. 9 và tám máy phóng K3 Mk. 6 để thả mìn sâu. Khác biệt đáng kể so với lớp Evarts dẫn trước là chúng có thêm ba ống phóng ngư lôi Mark 15 21 inch (533 mm). Thủy thủ đoàn đầy đủ bao gồm 186 sĩ quan và thủy thủ.
Scott được đặt lườn tại Xưởng hải quân Philadelphia ở Philadelphia, Pennsylvania vào ngày 1 tháng 1, 1943. Nó được hạ thủy vào ngày 3 tháng 4, 1943; được đỡ đầu bởi bà George McBride, và nhập biên chế vào ngày 20 tháng 7, 1943 dưới quyền chỉ huy của Hạm trưởng, Thiếu tá Hải quân Claude Siceluff Kirkpatrick.

## Lịch sử hoạt động
Sau khi hoàn tất chuyến đi chạy thử máy huấn luyện tại khu vực Bermuda và sửa chữa sau thử máy tại Philadelphia, Scott gia nhập cùng một đoàn tàu vận tải ngoài khơi Bermuda vào ngày 23 tháng 9, 1943 để hộ tống chúng đến Curaçao. Sau một chuyến đi hộ tống vận tải khứ hồi đến New York, nó rời Curaçao vào ngày 29 tháng 10 cho chuyến đi hộ tống vận tải vượt Đại Tây Dương đầu tiên, đi đến Londonderry, Bắc Ireland. Trong vai trò soái hạm của Đội hộ tống 17, nó đã tiếp tục phục vụ hộ tống vận tải trên tuyến Londonderry-New York cho đến ngày 4 tháng 10, 1944, thực hiện tổng cộng tám lượt khứ hồi mà không gặp sự cố nào. Trong giai đoạn giữa các chuyến đi, nó thực hành huấn luyện chống tàu ngầm tại Londonderry hay Casco Bay, Maine, cũng như được sửa chữa những hư hại do hoàn cảnh thời tiết Bắc Đại Tây Dương khắc nghiệt.
Vào ngày 1 tháng 11, Scott khởi hành từ Norfolk, Virginia để hộ tống một đoàn tàu vận tải vượt Đại Tây Dương hướng sang Địa Trung Hải. Tuy nhiên, nó được lệnh tách ra vào ngày 15 tháng 11 để đi đến trợ giúp cho tàu hộ tống khu trục chị em Frament (DE-677) vốn mắc tai nạn va chạm với chiếc tàu ngầm Ý Luigi Settembrini ngoài khơi Azores. Nó đã nỗ lực tìm kiếm các thủy thủ Ý còn sống sót, rồi hộ tống cho Frament bị hư hại quay trở về cảng Boston, đến nơi vào ngày 3 tháng 12.
Từ ngày 14 tháng 12, 1944 đến ngày 16 tháng 1, 1945, Scott phục vụ cho việc huấn luyện tàu ngầm tại Căn cứ Tàu ngầm Hải quân New London, New London, Connecticut. Nó rời New London vào ngày 16 tháng 1 để hộ tống cho tàu ngầm Le Centaure của Hải quân Pháp Tự do đi sang Casablanca. Sau khi được sửa chữa tại Bermuda và Azores, chiếc tàu ngầm sẵn sàng để được chuyển giao đến Casablanca vào ngày 23 tháng 2. Sau đó Scott hộ tống hai tàu cuốc Lục quân đi từ Azores quay trở về vịnh Delaware, đến nơi vào ngày 30 tháng 3.
Sau đó Scott phục vụ dưới quyền Bộ chỉ huy Huấn luyện Đại Tây Dương, thoạt tiên tại Norfolk, rồi chuyển đến Mayport, Florida, hoạt động hộ tống các tàu đang huấn luyện và xác minh các tàu ngầm được phát hiện. Nó đi đến Key West, Florida vào ngày 18 tháng 5 để phục vụ thử nghiệm cùng Phòng thí nghiệm Nghiên cứu Hải quân (Naval Research Laboratories), thử nghiệm những thiết bị radar đặc biệt cho đến ngày 18 tháng 7. Sau khi được đại tu tại New York từ ngày 20 tháng 7 đến ngày 18 tháng 8, con tàu hhuấn luyện ôn tập tại khu vực vịnh Guantánamo, Cuba từ ngày 21 tháng 8 đến ngày 3 tháng 9. Nó được dự định để được cải biến thành một tàu vận chuyển cao tốc lớp Charles Lawrence mang ký hiệu lườn APD-64; tuy nhiên do Nhật Bản đã chấp nhận đầu hàng vào ngày 15 tháng 8 giúp kết thúc cuộc xung đột, kế hoạch cải biến bị hủy bỏ vào ngày 10 tháng 9.
Scott trải qua phần lớn thời gian của hai tháng tiếp theo tại Casco Bay, Maine, ngoại trừ bốn ngày đi đến Charleston, South Carolina vào đầu tháng 10, và tham dự lễ hội nhân Ngày Hải quân tại Newburgh, New York vào cuối tháng đó. Nó đi đến Green Cove Springs, Florida vào ngày 21 tháng 11 để chuẩn bị ngừng hoạt động, và được cho xuất biên chế tại đây vào ngày 3 tháng 3, 1947 và được đưa về Hạm đội Dự bị Đại Tây Dương. Con tàu không bao giờ được đưa ra hoạt động trở lại; tên nó được cho rút khỏi danh sách Đăng bạ Hải quân vào ngày 1 tháng 7, 1965, và con tàu được bán cho hãng Southern Scrap Metals Company tại New Orleans, Louisiana vào ngày 20 tháng 1, 1967 để tháo dỡ.

## Phần thưởng[2]
|  |  |  |

| Huân chương Chiến dịch Hoa Kỳ | Huân chương Chiến dịch Châu Âu-Châu Phi-Trung Đông | Huân chương Chiến thắng Thế Chiến II |